# Gifttiergesetz (Nordrhein-Westfalen)
Das Gesetz zum Schutz der Bevölkerung vor sehr giftigen Tieren (Gifttiergesetz – GiftTierG NRW) vom 20. Juni 2020 ist ein formelles Landesgesetz, das in Nordrhein-Westfalen die Haltung giftiger Tierarten, die eine erhebliche Bedrohung für die Gesundheit und das Leben von Menschen darstellen, für Privatpersonen  unter Strafandrohung verbietet. Durch gesetzliche Haltungsvorgaben in Bezug auf die legale Haltung sehr giftiger Tiere durch Bestandshalter soll sichergestellt werden, dass die zuständigen Behörden Kenntnis über die Haltungen derartiger Tiere besitzen und erforderlichenfalls notwendige Maßnahmen zur Gefahrenabwehr treffen können.

## Begründung
In den Jahren 2010 bis 2019 war es in Nordrhein-Westfalen zu verschiedenen Vorfällen gekommen, bei denen giftige Tiere aus ihren Terrarien entwichen, Tierhalter beim Füttern von ihren giftigen Schlangen gebissen oder in verlassenen Wohnungen giftige Tiere aufgefunden worden  waren. Diese Vorfälle hatten zum Teil erhebliche finanzielle Folgen, gefährdeten aber auch die Gesundheit der Halter und der Allgemeinheit.
Der Gesetzgeber sah den Erlass einer Rechtsverordnung aufgrund des  Ordnungsbehördengesetzes als unzureichend an, um Gefahren, die mit dem Halten von und dem Umgang mit giftigen Tieren verbunden sind, für die öffentliche Sicherheit und Ordnung vorzubeugen und abzuwehren. Die Bedrohung mit Strafe bei Zuwiderhandlungen setze die Schaffung eines entsprechenden Landesgesetzes voraus. Auch die Schaffung von Ordnungswidrigkeitstatbeständen, in denen ein Bußgeld oberhalb der gesetzlichen Schwelle in § 17 Abs. 1 des  Gesetzes über Ordnungswidrigkeiten (OWiG) angedroht wird, bedürfe einer gesetzlichen Grundlage.
Frühere Gesetzentwürfe über das nichtgewerbliche Halten gefährlicher Tiere wildlebender Arten in Nordrhein-Westfalen hatten keine Mehrheit im Landtag gefunden.

## Inhalt

### Tierhalterpflichten
Das Gesetz verbietet die Haltung, Abgabe und Aussetzung „sehr giftiger Tiere, die aufgrund ihrer starken Giftwirkung nach Bissen oder Stichen in der Lage sind, Menschen erheblich zu verletzen oder zu töten“ und nicht bereits zum Zeitpunkt des Inkrafttretens des Gesetzes am 1. Januar 2021 gehalten wurden. Verstöße können mit Freiheitsstrafe bis zu zwei Jahren oder mit Geldstrafe bestraft werden. Vom Haltungsverbot ausgenommen sind etwa Zoos, Tierheime oder Forschungseinrichtungen, in denen die Tierhaltung der behördlichen Kontrolle gem. § 11 des Tierschutzgesetzes (TierschG) unterliegt und es dem Gesetzgeber daher gerechtfertigt erschien, diese Tierhaltungen insoweit vom Anwendungsbereich des Gesetzes auszunehmen. 
Sogenannte Bestandshalter mussten diesen Umstand unter konkreter Bezeichnung von Art und Anzahl der gehaltenen Tiere sowie des Haltungsortes bis zum 30. Juni 2021 dem Landesamt für Natur, Umwelt und Verbraucherschutz Nordrhein-Westfalen (LANUV) als Sonderordnungsbehörde anzeigen. Sie müssen das 18. Lebensjahr vollendet haben und die persönliche Zuverlässigkeit durch ein Führungszeugnis gem. § 30 Abs. 5 BZRG sowie bis zum 31. Juli 2021 das Bestehen einer Haftpflichtversicherung mit einer Mindestversicherungssumme in Höhe von 1.000.000 Euro für Personenschäden und sonstige Schäden nachweisen. Das Abhandenkommen eines Tieres ist unverzüglich dem Landesamt mitzuteilen. Verstöße können mit einer Geldbuße bis zu 50.000 Euro geahndet werden. 
Bei Verstößen gegen die gesetzlichen Halterpflichten soll außerdem die Haltung untersagt und das Tier weggenommen werden. Die Anfechtung einer Untersagung hat keine aufschiebende Wirkung.

### „Sehr giftige Tiere“
Unter das Gesetz fallen
- alle Giftschlangenarten im engeren Sinne (Familien Viperidae, Atractaspididae und Elapidae) sowie aus der Familie der Nattern (Colubridae) alle Arten der Gattungen Boiga (Nachtbaumnattern), Dispholidus (Boomslang), Thelotornis (Baumnattern) und die Art Rhabdophis tigrinus (Tigernatter),
- aus der Ordnung der Skorpione (Scorpiones) aus der Familie der Buthidae alle Arten der Gattungen Androctonus, Apistobuthus, Buthacus, Buthus, Centruroides, Hottentotta (Buthotus), Leiurus, Mesobuthus, Odonthobuthus, Parabuthus und Tityus sowie die Arten der Gattungen Bothriurus, Hemiscorpius und Nebo sowie
- aus der Ordnung der Webspinnen (Araneae) die Arten der Gattungen Atrax, Hadronyche und Illawara (Trichternetzspinnen), Latrodectus (Schwarze Witwen), Loxosceles (Speispinnen), Sicarius und Hexophthalma (amerikanische und afrikanische Sechsaugenkrabbenspinnen), Phoneutria (Bananenspinnen), Missulena (Mausspinnen) und aus der Familie der Echten Vogelspinnen (Theraphosidae) die Arten der Gattung Poecilotheria (Indische Ornamentvogelspinnen)

einschließlich ihrer Unterarten und Kreuzungen.

## Statistik
Zwischen dem 1. Januar und 30. Juni 2021 haben 213 Personen in Nordrhein-Westfalen eine Haltung von 4389 Gifttieren beim Landesamt angezeigt. Die meisten der gemeldeten Tiere sind Schlangen. 13 Halter gaben ihre Skorpione und Spinnen freiwillig ab.